# Guadalaviar (Teruel)

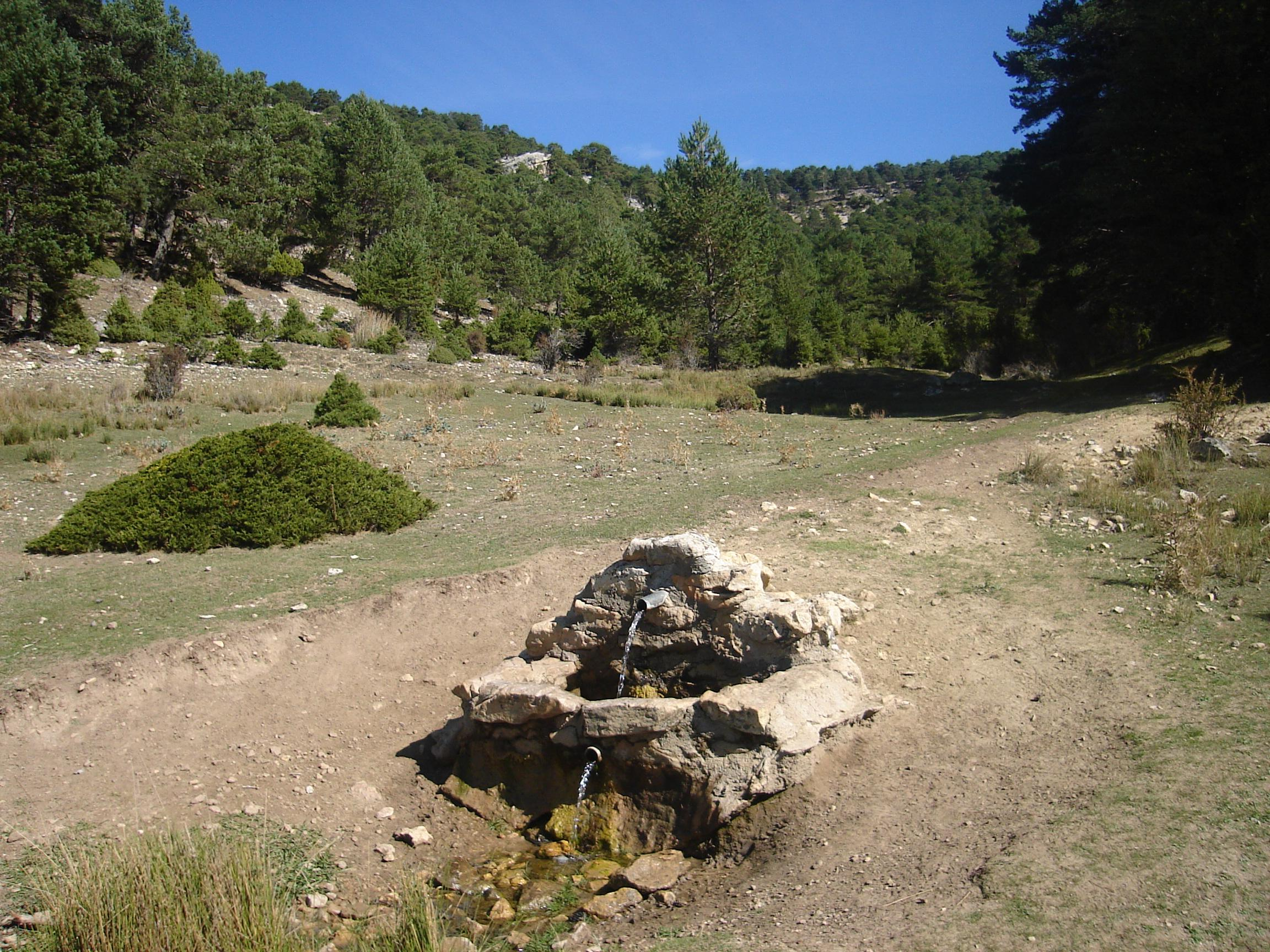
Quellfassung des Río Guadalaviar

Guadalaviar ist ein Ort und eine Gemeinde (municipio) mit 237 Einwohnern (Stand: 2024) im Südwesten  der Provinz Teruel in der Autonomen Region Aragonien im östlichen Zentralspanien.

## Lage und Klima
Der Ort Guadalaviar liegt am Oberlauf des Río Guadalaviar im Süden des Iberischen Gebirges etwa 73 km (Fahrtstrecke) westlich der Stadt Teruel in einer Höhe von ca. 1520 m. Das Klima ist gemäßigt bis warm; Regen (ca. 615 mm/Jahr) fällt übers Jahr verteilt.

## Bevölkerungsentwicklung
| Jahr      | 1857 | 1900 | 1950 | 2000 | 2017 |
| Einwohner | 380  | 392  | 518  | 287  | 241  |

Die Mechanisierung der Landwirtschaft sowie die Aufgabe bäuerlicher Kleinbetriebe und der daraus resultierende Verlust an Arbeitsplätzen haben in der zweiten Hälfte des 20. Jahrhunderts zu einem deutlichen Bevölkerungsrückgang (Landflucht) geführt.

## Wirtschaft
Die Gemeinde lebte jahrhundertelang ausschließlich vom Getreideanbau (Gerste und Weizen), der hauptsächlich zur Selbstversorgung betrieben wurde; auch Viehhaltung (Schafe, Ziegen, Hühner) fand in geringem Maße statt. Der Ort Guadalviar diente als merkantiles, handwerkliches und kulturelles Zentrum für die inzwischen zumeist verschwundenen Weiler und Einzelgehöfte in seiner näheren Umgebung. Heute spielt die Landwirtschaft immer noch die wichtigste Rolle; Einnahmen aus dem Tourismus gibt es kaum.

## Geschichte
Im 1. Jahrtausend v. Chr. siedelten in der Region wahrscheinlich keltiberische Stammesgruppen der Lobetaner. Römische und westgotische Spuren wurden bislang nicht entdeckt. In der Phase des allmählichen Zerfalls des Kalifats von Córdoba gründete die Berber-Dynastie der Banu Racin ein kurzlebiges Taifa-Emirat mit der Hauptstadt Albarracín. Im frühen 13. Jahrhundert wurde der Ort christlich.

## Sehenswürdigkeiten
- Die Kirche Santiago el Mayor ist ein dreischiffiger Bau des 17./18. Jahrhunderts mit flach schließender Apsis. Im Hauptaltar erscheint ein Reiterbildnis des Apostels Jakobus als Maurentöter (matamoros).[4]
- Auf dem Gebiet der Gemeinde finden sich mehrere Quellen (fuentes).